# Pijnacker-Nootdorp
Pijnacker-Nootdorp (anhörenⓘ) ist eine Gemeinde in der niederländischen Provinz Südholland. Sie entstand 2002 durch den Zusammenschluss der ehemaligen Gemeinden Nootdorp und Pijnacker.

## Politik

### Sitzverteilung im Gemeinderat
Seit der Gemeindegründung setzt sich der Rat von Pijnacker-Nootdorp wie folgt zusammen:
| Partei                              | Sitze | Sitze | Sitze | Sitze | Sitze | Sitze |
| Partei                              | 2001  | 2006  | 2010  | 2014  | 2018  | 2022  |
| ----------------------------------- | ----- | ----- | ----- | ----- | ----- | ----- |
| Eerlijk Alternatief                 | –     | –     | 1     | 3     | 5     | 8     |
| D66                                 | 1     | –     | 4     | 5     | 4     | 6     |
| VVD                                 | 4     | 6     | 7     | 5     | 6     | 4     |
| Progressief Pijnacker-Nootdorp a    | –     | –     | –     | –     | 4     | 4     |
| CDA                                 | 10    | 7     | 5     | 5     | 5     | 3     |
| TROTS                               | –     | –     | 3     | 1     | 1     | 2     |
| Gemeentebelangen Pijnacker-Nootdorp | –     | –     | –     | 4     | 3     | 2     |
| PvdD                                | –     | –     | –     | 1     | 2     | 1     |
| ChristenUnie                        | 1     | 1     | 1     | 2     | 1     | 1     |
| SGP                                 | 1     | 1     | 1     | 2     | 1     | 1     |
| LPN Lokaal b                        | 3     | 4     | 2     | 1     | 0     | –     |
| PvdA a                              | 4     | 6     | 3     | 2     | –     | –     |
| GroenLinks a                        | –     | 3     | 3     | 2     | –     | –     |
| Gesamt                              | 23    | 27    | 29    | 31    | 31    | 31    |

Anmerkungen

### Bürgermeister
Seit dem 17. Januar 2022 ist Björn Lugthart (parteilos) amtierender Bürgermeister der Gemeinde. Zu seinem Kollegium zählen die Beigeordneten Ilona Jense (VVD), Hanneke van de Gevel (Eerlijk Alternatief), Frank van Kuppeveld (CDA), Peter Hennevanger (D66) sowie der Gemeindesekretär Jan-Paul Woudstra.

### Politische Gliederung
Die Gemeinde wird in folgende Ortsteile aufgeteilt:
| Nr.      | Ort       | Einwohner |
| -------- | --------- | --------- |
| 01       | Pijnacker | 29.995    |
| 02       | Nootdorp  | 18.965    |
| 03       | Delfgauw  | 8.975     |
| Gemeinde | Gemeinde  | 57.935    |

1. ↑  Bezirksnummer
2. ↑  (Stand: 1. Januar 2024)

## Lage und Wirtschaft
Die Gemeinde liegt etwas östlich der Städte Delft, Den Haag  und Voorburg. Der um seine Staus berüchtigte Haager Autobahnknotenpunkt Prins Clausplein liegt ganz in der Nähe von Nootdorp, das aber selbst auch eine Ausfahrt hat.
Pijnacker hat einen Kleinbahnhof an der östlichen der beiden Eisenbahnlinien Den Haag – Rotterdam. Nootdorp und Pijnacker (2) haben insgesamt drei Haltestellen an der sogenannten RandstadRail, einer 2007 eröffneten, schnellen S-Bahn der Region Den Haag / Rotterdam. Bis 2009 kann man mit dieser Bahn zwar Den Haag erreichen, Rotterdam aber noch nicht.
Pijnacker-Nootdorp kann als Pendlergemeinde bezeichnet werden; die meisten Wohnungen entstanden nach 1975. Delfgauw ist ein Vorort von Delft, die beiden anderen Orte sind Vororte von Den Haag. Die Einwohnerzahl soll bis 2020 noch bis etwa 64.000 heransteigen, weil weitere Neubauviertel geplant sind. Für die Einwohner gibt es reichlich Park- und Sportanlagen, Einkaufszentren, Schulen usw.
Die ehemals in der Gemeinde so bedeutende Landwirtschaft ist stark zurückgegangen. Die Gewerbegebiete bieten Raum für Büros, Handels- und andere Dienstleistungsunternehmen und Kleingewerbe.

## Geschichte
Nootdorp entstand um 1280, als der Graf von Holland Floris V. das Moorgebiet zur Urbarmachung verkaufte. Der Name soll entweder mit not, nut = Nutzen, oder mit nood = Not, Bedarf zusammenhängen: früher wurde hier Torf gestochen, ein nützliches Produkt, woran großer Bedarf bestand.
Delfgauw entstand auf einem Sandrücken, und Pijnacker um 1222 auf einer höheren Kleischicht im Niedermoor.
Alle drei diese Orte waren bis nach dem Zweiten Weltkrieg nicht sehr bedeutende Bauerndörfer.

## Söhne und Töchter der Gemeinde
- Maria van Oosterwijk (1630–1693), Malerin des Barock
- Johannes Adrianus „Jan“ Janssen (* 1940), Radrennfahrer
- Theo Hogervorst (* 1956), Radrennfahrer
- Bart van Wees (* 1961), Physiker
- Leo Kouwenhoven (* 1963), Physiker
- Mabel Wisse Smit (* 1968), Prinzessin von Oranien-Nassau und Witwe von Johan Friso von Oranien-Nassau
- Danick Snelder (* 1990), Handballspielerin
- Demi Vollering (* 1996), Radsportlerin
- Bas de Leede (* 1999), Cricketspieler
- Kirsten Bröring (* 2000), Beachvolleyball- und Volleyballspielerin
- Daniek Hengeveld (* 2002), Radrennfahrerin